# حسين بن حريث
القاضي حسين الشافعي (ت 244هـ)،  وهو حسين بن حريث المروزي (أو المروروذي) أبو عمار الخزاعي مولى الحسن بن ثابت، أو الحسين بن حريث. وفي تاريخ البخاري أنه حسين بْن حريث أَبُو عمار الخزاعي المَرْوَزِيّوأنه الْحُسَيْن بْن ثابت بْن قطبة مولى عمران بْن حصين الخزاعي.
وقد ورد في سير أعلام النبلاء ابن الحسن بن ثابت بن قطبة الإمام الحافظ الحجة، أبو عمار الخزاعي المروزي، مولى عمران بن حصين. وقال ابن حبان : هو الحسين بن حريث ، مولى الحسن بن ثابت بن قطبة ، مولى عمران بن حصين . سمع عبد الله بن المبارك، وعبد العزيز بن أبي حازم، وفضيل بن عياض، وجرير بن عبد الحميد، وعبد العزيز بن محمد، وسفيان بن عيينة، والفضل السيناني، وطبقتهم. وحدث عنه : الجماعة الستة سوى محمد بن ماجه ، وأبو زرعة الرازي، والحسن بن سفيان، والبغوي، ومحمد بن هارون الحضرمي، وأبو بكر بن خزيمة، وابن صاعد، وإبراهيم بن محمد متويه، وخلق كثير. وثقه النسائي. [ ص: 401 ] وقال إمام الأئمة ابن خزيمة: رأيت أبا عمار - رحمه الله - في المنام بعد وفاته علي منبر رسول الله - صلى الله عليه وسلم - وعليه ثياب بيض وعمامة خضراء ، وهو يقرأ : أم يحسبون أنا لا نسمع سرهم ونجواهم بلى ورسلنا لديهم يكتبون فأجابه مجيب من موضع القبر : حقا قلت يا زين أركان الجنان . قلت : مات أبو عمار بقرميسين منصرفا من الحج في سنة أربع وأربعين ومائتين.